# HD93457
HD93457 — подвійна зоря. 
Ця подвійна система має видиму зоряну величину в смузі V приблизно 7,5.
Вона розташована на відстані близько 467,9 світлових років від Сонця.

## Подвійна зоря
Головна зоря цієї системи належить до хімічно пекулярних зір й має спектральний клас A3.
Інша компонента має спектральний клас Зорі спектрального класу .